# 米子市
米子市（よなごし）は、鳥取県の西部に位置する市。大山、日本海、中海などの自然環境に囲まれ、道路や鉄道、空港などの利便性も高く「山陰の商都」と呼ばれる。

## 概要

米子市中心部周辺の空中写真。
2009年6月26日撮影の27枚を合成作成。。

山陰地方の中央部に位置し、都市圏人口約22万人を擁する米子都市圏の中心都市。また、広域に及ぶ経済地域として隣接する島根県松江・出雲・安来の各都市圏とともに雲伯地方に中海・宍道湖・大山圏域を形成する。
県庁所在地の鳥取市に次いで県内で2番目に人口が多い都市である。江戸時代初期から商業都市として発展した。山陰両県の中央に位置する立地から、県庁所在地ではないが鳥取大学医学部・附属病院や山陰放送（テレビ・ラジオ兼営局）などがある拠点都市となっている。
鉄道ではJR山陰本線と境線・伯備線の分岐点に当たり、米子駅にはJR米子支社（現在の山陰支社）が置かれるなど、山陰地方における鉄道の拠点である。また道路では国道9・180・181・431号及び山陰自動車道・米子自動車道が通り、岡山・鳥取・境港・松江と結ばれているほか、米子空港や境港からは東京（羽田国際空港）や韓国のソウル（仁川国際空港）、中国の上海（上海浦東国際空港）、香港、隠岐諸島とも結ばれるなど、山陰随一の交通の要衝となっている。
市内にある皆生温泉は、日本におけるトライアスロン発祥の地としても有名。

## 地理

### 地形
市域はほぼ平坦で、米子平野を日野川が流れる。南部は大山の裾野として丘陵地になっており、北西部の弓ヶ浜半島からその山岳地帯を望むことができる。日野川の水を取水として、米子市から境港市にかけて用水路「米川」が流れている。

#### 山地
- 湊山
- 飯山
- 水道山
- 勝田山
- 孝霊山

#### 河川
- 日野川
- 法勝寺川
- 加茂川
- 新加茂川
- 米川
- 新開川
- 東山川
- 佐陀川

### 気候
日本海側気候で、春から秋は好天の日が多く、冬は曇りや雪、雨の日が多い。年平均気温は15.4 ℃と比較的温暖な部類である。
夏は暑く、熱帯夜も1991〜2020年の平年値で16.7日あり、県内では境港市（18.0日）に次いで多い。初夏の比較的早い時期に南風でフェーン現象が発生すると真夏日や猛暑日となることがある。
冬は最寒月平均気温が4.7 ℃と、日本海側気候の地域の中では温暖な部類である。豪雪地帯となっているが、年降雪量の平年値は95 cmで県東部の鳥取市（140 cm）と比べると3割ほど少なく、過去に積雪が1 mを超えたこともない。また、平均最低気温はプラスでありそれほど低くないため、凍結状態が続いたり根雪になることもほとんどない。過去最深積雪は、平成23年豪雪で2011年1月1日に記録した89 cmである。
| 米子特別地域気象観測所（米子市博労町、標高7m）の気候         | 米子特別地域気象観測所（米子市博労町、標高7m）の気候 | 米子特別地域気象観測所（米子市博労町、標高7m）の気候 | 米子特別地域気象観測所（米子市博労町、標高7m）の気候 | 米子特別地域気象観測所（米子市博労町、標高7m）の気候 | 米子特別地域気象観測所（米子市博労町、標高7m）の気候 | 米子特別地域気象観測所（米子市博労町、標高7m）の気候 | 米子特別地域気象観測所（米子市博労町、標高7m）の気候 | 米子特別地域気象観測所（米子市博労町、標高7m）の気候 | 米子特別地域気象観測所（米子市博労町、標高7m）の気候 | 米子特別地域気象観測所（米子市博労町、標高7m）の気候 | 米子特別地域気象観測所（米子市博労町、標高7m）の気候 | 米子特別地域気象観測所（米子市博労町、標高7m）の気候 | 米子特別地域気象観測所（米子市博労町、標高7m）の気候 |
| 月                                                           | 1月                                                  | 2月                                                  | 3月                                                  | 4月                                                  | 5月                                                  | 6月                                                  | 7月                                                  | 8月                                                  | 9月                                                  | 10月                                                 | 11月                                                 | 12月                                                 | 年                                                   |
| ------------------------------------------------------------ | ---------------------------------------------------- | ---------------------------------------------------- | ---------------------------------------------------- | ---------------------------------------------------- | ---------------------------------------------------- | ---------------------------------------------------- | ---------------------------------------------------- | ---------------------------------------------------- | ---------------------------------------------------- | ---------------------------------------------------- | ---------------------------------------------------- | ---------------------------------------------------- | ---------------------------------------------------- |
| 最高気温記録 °C （°F）                                       | 20.0 (68)                                            | 25.4 (77.7)                                          | 28.0 (82.4)                                          | 33.7 (92.7)                                          | 33.8 (92.8)                                          | 36.7 (98.1)                                          | 38.3 (100.9)                                         | 38.9 (102)                                           | 37.1 (98.8)                                          | 33.5 (92.3)                                          | 27.3 (81.1)                                          | 23.7 (74.7)                                          | 38.9 (102)                                           |
| 平均最高気温 °C （°F）                                       | 8.3 (46.9)                                           | 9.2 (48.6)                                           | 12.9 (55.2)                                          | 18.4 (65.1)                                          | 23.3 (73.9)                                          | 26.0 (78.8)                                          | 30.3 (86.5)                                          | 31.7 (89.1)                                          | 27.1 (80.8)                                          | 22.1 (71.8)                                          | 16.8 (62.2)                                          | 11.1 (52)                                            | 19.8 (67.6)                                          |
| 日平均気温 °C （°F）                                         | 4.7 (40.5)                                           | 5.1 (41.2)                                           | 8.2 (46.8)                                           | 13.2 (55.8)                                          | 18.2 (64.8)                                          | 21.8 (71.2)                                          | 26.2 (79.2)                                          | 27.3 (81.1)                                          | 23.0 (73.4)                                          | 17.5 (63.5)                                          | 12.2 (54)                                            | 7.1 (44.8)                                           | 15.4 (59.7)                                          |
| 平均最低気温 °C （°F）                                       | 1.3 (34.3)                                           | 1.3 (34.3)                                           | 3.5 (38.3)                                           | 8.0 (46.4)                                           | 13.3 (55.9)                                          | 18.2 (64.8)                                          | 22.8 (73)                                            | 23.7 (74.7)                                          | 19.3 (66.7)                                          | 13.1 (55.6)                                          | 7.9 (46.2)                                           | 3.5 (38.3)                                           | 11.3 (52.3)                                          |
| 最低気温記録 °C （°F）                                       | −7.2 (19)                                            | −9.4 (15.1)                                          | −5.6 (21.9)                                          | −3.1 (26.4)                                          | 1.5 (34.7)                                           | 5.9 (42.6)                                           | 12.2 (54)                                            | 13.7 (56.7)                                          | 7.2 (45)                                             | 1.1 (34)                                             | −1.4 (29.5)                                          | −6.7 (19.9)                                          | −9.4 (15.1)                                          |
| 降水量 mm （inch）                                           | 151.7 (5.972)                                        | 117.5 (4.626)                                        | 128.2 (5.047)                                        | 106.3 (4.185)                                        | 119.1 (4.689)                                        | 169.5 (6.673)                                        | 227.2 (8.945)                                        | 128.4 (5.055)                                        | 214.3 (8.437)                                        | 131.1 (5.161)                                        | 118.1 (4.65)                                         | 145.9 (5.744)                                        | 1,757.2 (69.181)                                     |
| 降雪量 cm （inch）                                           | 39 (15.4)                                            | 32 (12.6)                                            | 6 (2.4)                                              | 0 (0)                                                | 0 (0)                                                | 0 (0)                                                | 0 (0)                                                | 0 (0)                                                | 0 (0)                                                | 0 (0)                                                | 0 (0)                                                | 19 (7.5)                                             | 95 (37.4)                                            |
| 平均降水日数 （≥0.5 mm）                                     | 20.1                                                 | 16.3                                                 | 15.6                                                 | 12.1                                                 | 10.3                                                 | 11.7                                                 | 13.2                                                 | 11.1                                                 | 12.5                                                 | 11.3                                                 | 14.2                                                 | 19.2                                                 | 167.8                                                |
| % 湿度                                                       | 74                                                   | 72                                                   | 69                                                   | 67                                                   | 68                                                   | 76                                                   | 77                                                   | 75                                                   | 77                                                   | 74                                                   | 72                                                   | 74                                                   | 73                                                   |
| 平均月間日照時間                                             | 72.3                                                 | 87.7                                                 | 141.5                                                | 182.0                                                | 208.6                                                | 160.8                                                | 171.5                                                | 207.1                                                | 148.7                                                | 156.8                                                | 116.5                                                | 82.5                                                 | 1,732.4                                              |
| 出典：気象庁（平均値：1991年 - 2020年、極値：1939年 - 現在） |                                                      |                                                      |                                                      |                                                      |                                                      |                                                      |                                                      |                                                      |                                                      |                                                      |                                                      |                                                      |                                                      |

### 住所表記
2005年3月31日の合併により、新制による米子市が発足した。このため、住所表記が以下の通り変更された。また、大字は表示しない。
- 旧米子市は従前のとおり（大字に相当する部分は町名で、元々「大字」はない）。
- 旧淀江町は「西伯郡淀江町△△」→「米子市淀江町△△」とする（ただし、「大字」は付けない）。

-例-
- 鳥取県米子市△△ → 鳥取県米子市△△
- 鳥取県西伯郡淀江町大字△△ → 鳥取県米子市淀江町△△

### 人口
| |                                        |  |
| 米子市と全国の年齢別人口分布（2005年） | 米子市の年齢・男女別人口分布（2005年） |  |
| ■紫色 ― 米子市 ■緑色 ― 日本全国 | ■青色 ― 男性 ■赤色 ― 女性              |  |
| 米子市（に相当する地域）の人口の推移 \| 1970年（昭和45年） \| 117,056人 \| \| \| 1975年（昭和50年） \| 126,523人 \| \| \| 1980年（昭和55年） \| 136,053人 \| \| \| 1985年（昭和60年） \| 140,615人 \| \| \| 1990年（平成2年） \| 140,503人 \| \| \| 1995年（平成7年） \| 143,856人 \| \| \| 2000年（平成12年） \| 147,837人 \| \| \| 2005年（平成17年） \| 149,584人 \| \| \| 2010年（平成22年） \| 148,271人 \| \| \| 2015年（平成27年） \| 149,313人 \| \| \| 2020年（令和2年） \| 147,317人 \| \| |                                        |  |
| 総務省統計局 国勢調査より |                                        |  |
| 1970年（昭和45年） | 117,056人                              |  |
| 1975年（昭和50年） | 126,523人                              |  |
| 1980年（昭和55年） | 136,053人                              |  |
| 1985年（昭和60年） | 140,615人                              |  |
| 1990年（平成2年） | 140,503人                              |  |
| 1995年（平成7年） | 143,856人                              |  |
| 2000年（平成12年） | 147,837人                              |  |
| 2005年（平成17年） | 149,584人                              |  |
| 2010年（平成22年） | 148,271人                              |  |
| 2015年（平成27年） | 149,313人                              |  |
| 2020年（令和2年） | 147,317人                              |  |

## 歴史

### 古代
古事記においては国生みの際、淡嶋が出現するが、これが米子市の粟島神社があるあたりであるとすることが言われている。
また、同書には隣接する島根県安来市に国生みの神イザナミが崩御されたという比婆山に関し、伯耆と出雲の堺と記され、この神陵地確定の根拠となる要所でもある。

#### 中世
戦国時代
戦国末期には伯耆西部は出雲の東部とともに吉川広家が治めていた。

#### 近世
安土桃山時代
関ヶ原の戦い後の慶長6年（1601年）に徳川家康にの命により、伯耆国17万5000石の領主として中村一忠が封せられ、1602年（慶長7年）に米子城の築城工事で城下町が完成したといわれている。藩主の中村一忠は11歳と幼少のため、執政家老横田村詮が新たに米子藩城下町を建設し藩政を治めた。1609年に藩主の中村一忠が急死し中村家は断絶した。
1610年に加藤貞泰が入城した。
江戸時代
中江藤樹（近江聖人と呼ばれる）は少年期を過ごしたが、加藤家の伊予大洲藩へ移封に伴い米子を去った。その後池田氏が治めることとなり、1632年（寛永9年）以後は、池田氏家老荒尾氏が自分手政治を行った。

#### 近代
明治時代
1871年の廃藩置県で鳥取県となり、1872年に米子城の土地、建物は米子在駐の大四大隊の士族らに払い下げられた。
1889年の町村制の施行により、会見郡米子町が発足する。郡の統合により、西伯郡の所属となった後に、1927年に市制施行し米子市となる。

#### 現代
米子市の中心街は自動車の進入できない狭隘な街路が多く、1960年代後半から急速に進んだモータリゼーションの影響で交通事情が悪化し、防災面でも極めて大きな問題を抱えていた。これの解消を目的として米子駅前通り土地区画整理事業の施行が企図され、1970年7月の事業計画認可・着工から13年間を経て1983年6月に完工した。
施行区域は茶町全域、明治町、万能町、末広町、塩町、東町、日野町、加茂町一、二丁目、久米町、弥生町の一部、計十一町、施行面積は二十万四千九百七十八平方メートル。
2005年3月31日に米子市及び西伯郡淀江町を廃し、その区域をもって米子市を設置する。

### 年表
米子町が発足する前
- 1575年 - 京都より薩摩に戻る途中の島津家久一行、米子を通過する。「よなこといへる町」との記述からも、少なくともこの頃には町が形成されていたと思われる（『中書家久公御上京日記』）。
- 1596年 - 吉川広家米子城を湊山に築城を始める
- 1601年 - 中村一忠が米子城に入城し米子藩とする。
- 1603年 - 一部側近の讒言に惑わされた中村一忠は執政家老横田村詮を殺害する（米子城騒動）。
- 1609年 - 藩主中村一忠が急死し中村家は断絶。
- 1610年 - 米子城に加藤貞泰が入城。
- 1617年 - 加藤貞安伊予国大洲に転封となる（米子藩廃藩）。池田光政、播磨から因幡・伯耆に移封。
- 1618年 - 米子町人大谷甚吉、村川市兵衛幕府より竹島渡航を許可され、あわびアシカなどの魚猟、木竹伐採を行う（竹島一件）。
- 1632年 - 池田光仲、池田光政と国替えとなり因幡・伯耆両国三十二万石を領し鳥取城主となる。荒尾氏による自分手政治はじまる。
- 1697年 - 河崎村開拓される。
- 1869年 - 荒尾氏による自分手政治廃止。
- 1871年
  - 7月 - 廃藩置県。鳥取県誕生。
  - 11月 - 因幡国、伯耆国は鳥取県となる。
- 1872年1月 - 区制をしき、町を3区にわけて戸長を置く。

第82区（東町、堀端町、郭内、西町、宮町、中町、五十人町、内町及び天神町）
第83区（博労町、糀町、道笑町、日野町、茶町、塩町、大工町及び新博労町）
第84区（法勝寺町、紺屋町、四日市町、東倉吉町、西倉吉町、尾高町、岩倉町、立町、灘町、灘町新田、寺町及び新法勝寺町）
- 1873年12月 - 大区小区制の施行により、米子は第13大区に入り、第82区は小4区、第83区は小3区、第84区は小5区となる。
- 1875年 - 米子城が切り売りされる。
- 1876年8月 - 鳥取県は島根県に編入する。
- 1877年5月 - 勝田村を米子に編入する。勝田町となる。
- 1878年7月 - 郡区町村編制法の施行により、島根県会見郡米子町及び汗入郡淀江町が発足する。
- 1881年9月 - 島根県から因幡国及び伯耆国の区域を分立して、鳥取県が発足する。

米子町（1889年 - 1927年）時代
- 1889年10月1日 - 町村制の施行により、会見郡米子町及び汗入郡淀江町が発足する。
- 1896年3月29日 - 郡の統廃合により、会見郡及び汗入郡の区域をもって、西伯郡が発足することにより、米子町及び淀江町は、西伯郡の所属となる。
- 1900年5月10日 - 現在の市章である町章を制定する[11]。
- 1926年9月10日 - 西伯郡成実村の区域の一部を米子町に編入する。

米子市（1927年 - 2005年）時代
- 1927年4月1日 - 西伯郡米子町が鳥取県下で2番目に市制施行して、米子市となる。
- 1935年9月25日 - 西伯郡住吉村を米子市に編入する。
- 1936年7月15日 - 西伯郡車尾村を米子市に編入する。
- 1938年3月17日 - 西伯郡加茂村、福米村及び福生村を米子市に編入する。
- 1942年8月6日 - 米子中学校（現：鳥取県立米子東高等学校）から出火。校舎3棟全焼[12]。
- 1945年
  - 3月 - 米子医学専門学校（現・鳥取大学医学部）が開校。
  - 7月24日 - 7月28日 - 米子空襲。特に28日の空襲では最大の被害が出た。
- 1947年11月28日 - 昭和天皇の戦後巡幸。啓生小学校校庭で奉迎が行われる。坂口平兵衛宅に宿泊[13]。
- 1950年4月 - 鳥取県産業観光米子大博覧会開催。8月 - 米子鉄道管理局開設。
- 1951年6月 - 土曜夜市始まる（1973年からは土曜市）。
- 1953年10月1日 - 西伯郡五千石村及び尚徳村を米子市に編入する。
- 1954年6月1日 - 西伯郡彦名村、崎津村の区域の内、大崎及び葭津の区域、和田町、大篠津村、成実村、富益村、夜見村及び巌村を米子市に編入する。
- 1955年9月1日 - 西伯郡淀江町、大和村、宇田川村及び高麗村の区域の内、今津の区域が合併して、改めて淀江町が発足する。
- 1956年7月10日 - 西伯郡春日村を米子市に編入する。
- 1964年4月 - 国立米子工業高等専門学校が開校。
- 1967年4月1日 - 「米子市の歌」（初代）を制定。
- 1968年4月1日 - 西伯郡伯仙町を米子市に編入する。
- 1970年7月23日 - 松江相銀米子支店強奪事件が発生[14]。
- 1974年8月 - 米子がいな祭始まる。
- 1981年8月 - 日本最初のトライアスロンを皆生で開催。
- 2000年10月6日 - 鳥取県西部地震発生。米子市博労町では震度5強を観測。

米子市（2005年 - ）時代
- 2005年
  - 3月31日 - 米子市及び西伯郡淀江町が合併して[10]、改めて米子市が発足する。
  - 12月1日 - 市章を改めて制定する。[15][16]
- 2008年11月11日 - 米子市中心市街地活性化基本計画が内閣総理大臣の認定を受ける。
- 2015年3月31日 - 新設合併10周年。「米子市の歌」（2代目）を制定。

## 政治
現在の米子市は、平成の大合併の一環として2005年（平成17年）3月31日に新設合併により設置した市であり、1927年（昭和2年）4月1日に市制施行し、2005年に廃止された市とは異なる地方公共団体である。
なお、米子市（1927年 - 2005年）の市役所本庁は米子市（2005年 - ）における市役所本庁となっている。
市庁舎は本庁舎の他に、淀江支所も存在する。
米子市役所
〒683-8686 鳥取県米子市加茂町1丁目1番地
淀江支所
〒689-3492 鳥取県米子市淀江町西原1129番地1

### 行政

#### 市長
歴代米子町長（1889年 - 1927年）
- 遠藤春彦：1889年（明治22年）12月31日 - 1892年（明治25年）4月23日
- 三好八次郎：1892年（明治25年）5月2日 - 1892年（明治25年）12月26日
- 大塚誠太郎：1892年（明治25年）12月26日 - 1896年（明治29年）12月21日
- 住田善平：1896年（明治29年）12月26日 - 1900年（明治33年）12月25日
- 杵村源次郎：1900年（明治33年）12月26日 - 1901年（明治34年）9月21日
- 渡辺駛水：1901年（明治34年）10月11日 - 1909年（明治42年）10月10日
- 鳩谷兼次：1909年（明治42年）12月23日 - 1913年（大正2年）12月22日
- 丹羽旦次：1913年（大正2年）12月23日 - 1921年（大正10年）12月22日
- 西尾常彦：1922年（大正11年）4月1日 - 1927年（昭和2年）3月31日

歴代米子市長（2005年 - ）
| 代 | 氏名     | 就任          | 退任          | 期・備考                                                                                  |
| -- | -------- | ------------- | ------------- | ----------------------------------------------------------------------------------------- |
|    | 田口勝蔵 | 2005年4月1日  | 2005年4月23日 | 市長職務執行者。2005年3月31日まで淀江町長。                                               |
| 1  | 野坂康夫 | 2005年4月24日 | 2009年4月23日 | 1期・2003年4月30日から2005年3月30日まで米子市長（1927年 - 2005年）を1期2年在任（通算2期） |
| 2  | 野坂康夫 | 2009年4月24日 | 2013年4月23日 | 2期（通算3期）                                                                            |
| 3  | 野坂康夫 | 2013年4月24日 | 2017年4月23日 | 3期（通算4期）                                                                            |
| 4  | 伊木隆司 | 2017年4月24日 | 2021年4月23日 | 1期                                                                                       |
| 5  | 伊木隆司 | 2021年4月24日 | 現職          | 2期                                                                                       |

#### 市章

市章

- 「米」の字を図案化したものを1900年5月10日に町章として制定され、1927年4月1日の市制施行後も継承され、2005年12月1日の新制合併後も継承している。[11][15][16]

### 議会

#### 市議会
米子市議会を参照

#### 県議会
- 選挙区：米子市
- 定数：9名
- 任期：2019年（令和元年）5月8日 - 2023年（令和5年）5月7日

| 議員名   | 会派名                 | 備考 |
| -------- | ---------------------- | ---- |
| 沢紀男   | 公明党鳥取県議会議員団 |      |
| 山川智帆 | 無所属                 |      |
| 斉木正一 | 鳥取県議会自由民主党   |      |
| 野坂道明 | 鳥取県議会自由民主党   |      |
| 松田正   | 鳥取県議会自由民主党   |      |
| 内田隆嗣 | 鳥取県議会自由民主党   |      |
| 森雅幹   | 会派民主               |      |
| 西村弥子 | 会派民主               |      |
| 浜田妙子 | 会派民主               |      |

#### 衆議院
- 選挙区：鳥取県第2区 （米子市、境港市、東伯郡湯梨浜町・琴浦町・北栄町、西伯郡、日野郡）
- 任期 ： 2024年（令和6年）10月27日 - 2028年（令和10年）10月26日（「第50回衆議院議員総選挙」参照）

| 選挙区      | 議員名   | 党派名     | 当選回数 | 備考   |
| ----------- | -------- | ---------- | -------- | ------ |
| 鳥取県第2区 | 赤沢亮正 | 自由民主党 | 7        | 選挙区 |

## 国家機関

### 裁判所
- 鳥取地方裁判所米子支部
- 鳥取家庭裁判所米子支部
- 米子簡易裁判所

### 法務省
- 松江刑務所米子拘置支所、美保学園
- 鳥取保護観察所米子駐在官事務所

検察庁
- 鳥取地方検察庁米子支部、米子区検察庁

### 財務省
国税庁
- 広島国税局米子税務署

### 農林水産省
林野庁
- 近畿中国森林管理局鳥取森林管理署淀江森林事務所

### 厚生労働省
- 鳥取労働局米子労働基準監督署
- 鳥取労働局米子公共職業安定所

### 国土交通省
- 中国地方整備局日野川河川事務所

海上保安庁
- 第八管区海上保安本部美保航空基地

### 環境省
- 中国四国地方環境事務所米子自然環境事務所

### 防衛省
- 中国四国防衛局美保防衛事務所
- 陸上自衛隊米子駐屯地（第8普通科連隊ほか）

## 施設

### 警察
- 鳥取県警察本部西部地区運転免許センター
- 鳥取県米子警察署

### 消防
本部
- 鳥取県西部広域行政管理組合消防局

消防署
- 鳥取県西部広域行政管理組合米子消防署

### 医療
主な総合病院
- 鳥取大学医学部附属病院
- 山陰労災病院
- 国立病院機構米子医療センター
- 同愛会博愛病院
- 育生会高島病院

### 郵便局
主な郵便局
- 米子郵便局

### 図書館
主な図書館
- 米子市立図書館

### 文化施設
- お菓子の壽城
- 米子コンベンションセンター（ビッグシップ）
- 米子市児童文化センター
- 米子市公会堂
- 米子市文化ホール
- 米子市淀江文化センター（さなめホール）

資料館
- 山陰歴史館
- 上淀白鳳の丘展示館（旧淀江歴史民俗資料館）
- 和傘伝承館
- アジア博物館・井上靖記念館

美術館
- 米子市美術館

### 児童福祉施設（保育所）
市立
- 米子市立東保育園
- 米子市立西保育園
- 米子市立南保育園
- 米子市立すみれ保育園
- 米子市立さくら保育園
- 米子市立彦名保育園
- 米子市立崎津保育園
- 米子市立小鳩保育園
- 米子市立富益保育園
- 米子市立夜見保育園
- 米子市立春日保育園
- 米子市立こたか保育園
- 米子市立あがた保育園
- 米子市立ねむの木保育園
- 米子市立淀江保育園
- 米子市立東大和保育園
- 米子市立宇田川保育園

私立
- 聖園マリア園
- 仁慈保幼園
- わかば園
- かいけわかば園
- ゆりかご保育園
- あゆみ保育園
- 保育園ベアーズ
- のぞみ保育園
- いずみ保育園
- キッズタウンかみごとう
- ひばり保育園
- えんぜる保育園

福祉会立
- 巌保育園

- 五千石保育園
- 福生保育園
- 河崎保育園
- 和田保育園
- 福米保育園
- 成実保育園
- 加茂保育園
- 住吉保育園
- 車尾保育園

## 対外関係

### 姉妹都市・提携都市

#### 海外
姉妹都市
- 束草市(속초 Sokcho ソクチョ) (大韓民国 江原特別自治道)

提携都市
- 保定市(Baoding) (中華人民共和国 河北省)

#### 国内
交流都市
- 新冠町（北海道 日高振興局 新冠郡）
- 読谷村（南西諸島 沖縄県 中頭郡）
- 出雲市（中国地方 島根県）
- 津山市（中国地方 岡山県）
- 高知市（四国地方 高知県）
- 大洲市（四国地方 愛媛県）
- 高島市（近畿地方 滋賀県）

災害時相互応援協定
- 阿南市（四国地方 徳島県）

## 経済
古くから商業都市として発展。商業圏は中海・宍道湖・大山圏域に及ぶ。
商工会議所
- 米子商工会議所

### 第一次産業

#### 農業
- 白ねぎ
- 葉タバコ

#### 漁業
- 松葉ガニ
- あじ類
- さわら類
- 貝類
- いか類

### 第二次産業

#### 工業
- 王子製紙米子工場(所在地は日吉津村)
- シャープ米子
- 鶴見製作所米子工場
- ミネベアミツミ米子工場
- JR西日本後藤テック
- 大山春雪さぶーる米子工場（旧大山ハム本社）

### 第三次産業

#### 商業
大型商業施設
- JU米子タカシマヤ
- 米子しんまち天満屋（1990年に米子大丸より営業譲渡）
- イオン米子駅前店（前・米子駅前サティ、元・米子ビブレ）
- イオンモール日吉津（所在は日吉津村）

家電量販店
- 100満ボルト
- エディオン
- ヤマダデンキ
- ケーズデンキ（所在は日吉津村）

ホームセンター
- コーナン
- ナフコ
- いない
- ジュンテンドー
- サンアイ
- ニトリ

商店街
- 米子駅前商店街
- 元町通り商店街（元町サンロード）
- ほんどおり商店街
  - 法勝寺町商店街
  - 紺屋町商店街
  - 四日市通商店街
- 笑い通り商店街
- 角盤町商店街（えるモール1番街）
- 角中商店街
- 東倉吉商店街

### 金融機関
山陰地方の中心都市であるが、1972年に富士銀行が撤退して以降、都市銀行は存在しない。
銀行
- 鳥取銀行
- 山陰合同銀行（市の指定金融機関）
- 島根銀行
- 中国銀行

政策金融機関
- 商工組合中央金庫
- 日本政策金融公庫米子支店

協同組織金融機関
- 米子信用金庫
- 中国労働金庫

日本郵政
- ゆうちょ銀行（全て郵便局が代理店となる）

農協・生協
- 鳥取西部農業協同組合（JA鳥取西部・JAバンク）
- 全労済

### 拠点を置く企業
企業
- イシバシホールディングス - 2008年バリューレンタカーのフランチャイズ店を開業。屋号はバリューレンタリースよなご。
- 今井書店
- 坂口合名会社
- 寿スピリッツ
- 米子ガス
- トワライズ
- 山陰放送
- 中海テレビ放送
- トヨタカローラ鳥取
- 永瀬石油
- 丸京製菓
- 丸合
- 八幡物産
- 米子製鋼
- DARAZコミュニティ放送
- SC鳥取
- 河島農具製作所、河島重工業、ニューリバー工業

かつて存在した店・企業など
- 石田運送
- 住田呉服店 - 漫画家水木しげる（代表作ゲゲゲの鬼太郎）の祖母の生家。主人の住田善平は米子町長をつとめた。
- 米子銀行
- 米子汽船
- 米子製糸
- 米子倉庫
- 山陰電気-市内に変電所が残る（2024年現在は個人所有）。
- 中国貯蓄銀行
- 中国興業銀行
- やよいデパート - 2016年破産・閉店
- ロッテリア - 2020年米子高島屋店を最後に山陰地区から撤退
- ホープタウン（前・ホープタウンサティ、元・米子サティ（2代目）、元・ホープタウンサティ、元・米子ホープタウン） - 2022年1月31日をもって閉店
- つばめタクシー - 2023年3月27日付で事業停止

## 教育
人口密度において山陰最大級の都市であるが、受験の必要な小中学校は米子北斗中学校・高等学校のみであり、大都市圏ほどの受験戦争は見られない。
鳥取県西部の私立高校は3校（米子北高等学校、米子松蔭高等学校、米子北斗中学校・高等学校）とも米子市内にある。県立高校に関しては、普通科の学校は米子東高等学校と米子西高等学校だけである。

### 大学
国立
- 鳥取大学 米子キャンパス

### 高等専門学校
国立
- 米子工業高等専門学校

### 高等学校
県立
- 鳥取県立米子東高等学校
- 鳥取県立米子西高等学校
- 鳥取県立米子高等学校
- 鳥取県立米子南高等学校
- 鳥取県立米子工業高等学校
- 鳥取県立米子白鳳高等学校

私立
- 米子永島学園米子松蔭高等学校
- 翔英学園米子北高等学校
- 翔英学園米子北斗高等学校
- クラーク記念国際高等学校米子キャンパス
- さくら国際高等学校米子学習相談センター

### 中学校
市立
- 米子市立東山中学校
- 米子市立湊山中学校
- 米子市立後藤ヶ丘中学校
- 米子市立加茂中学校
- 米子市立福生中学校

- いずみ分校

- 米子市立福米中学校
- 米子市立弓ヶ浜中学校
- 米子市立美保中学校

```
*
米子市立尚徳中学校
```

- 米子市立淀江中学校

組合立
- 米子市日吉津村中学校組合立箕蚊屋中学校

　　日吉津村には中学校はなく、村民は米子市にあるこの中学校に通っている
私立
- 翔英学園米子北斗中学校

### 小学校
市立
- 米子市立啓成小学校
- 米子市立明道小学校
- 米子市立就将小学校
- 米子市立義方小学校
- 米子市立住吉小学校
- 米子市立車尾小学校
- 米子市立加茂小学校
- 米子市立河崎小学校
- 米子市立福生東小学校
- 米子市立福生西小学校
- 米子市立福米東小学校
- 米子市立福米西小学校
- 米子市立彦名小学校
- 米子市立弓ヶ浜小学校
- 米子市立崎津小学校
- 米子市立大篠津小学校
- 米子市立和田小学校
- 米子市立五千石小学校
- 米子市立尚徳小学校
- 米子市立成実小学校
- 米子市立箕蚊屋小学校
- 米子市立伯仙小学校
- 米子市立淀江小学校

### 幼稚園
私立
- 良善幼稚園
- 米子幼稚園
- あけぼの幼稚園
- かいけ幼稚園
- 米子みどり幼稚園
- みずほ幼稚園
- 東みずほ幼稚園
- かもめ幼稚園
- にしき幼稚園
- 西部あおば幼稚園

### 特別支援学校
県立
- 鳥取県立米子養護学校
- 鳥取県立皆生養護学校
  - 皆浜分校（旧米子市立米子養護学校）（2021年3月31日閉校）
- 鳥取県立鳥取聾学校ひまわり分校

## 交通
JR3線、米子自動車道、山陰自動車道、米子空港などがあり、山陰の交通の要衝となっている。国道の数も多く、市内の道路は比較的広く整備されている。

### 空路

#### 空港
- 米子空港（美保飛行場） - 所在地及び敷地の大部分は境港市である。また、愛称では境港出身の水木しげる氏の代表作にちなんで米子鬼太郎空港と呼ばれる。

##### 国内線
| 航空会社         | 就航地    |
| ---------------- | --------- |
| 全日本空輸 (ANA) | 東京/羽田 |

国際線

### 鉄道
中心となる駅：米子駅

#### 鉄道路線
西日本旅客鉄道（JR西日本）
- 山陰本線：（大山町）- 淀江駅 - 伯耆大山駅 - 東山公園駅 - 米子駅 -（安来市）
- 伯備線：伯耆大山駅 -（伯耆町）
- 境線：米子駅 - 博労町駅 - 富士見町駅 - 後藤駅 - 三本松口駅 - 河崎口駅 - 弓ヶ浜駅 - 和田浜駅 - 大篠津町駅 -（境港市）

#### かつて存在した路線
- 日ノ丸自動車法勝寺電鉄線
- 米子電車軌道

### 路線バス
- 日本交通（日交バス）
- 日ノ丸自動車（日ノ丸バス）
- だんだんバス（米子市巡回バス）
- どんぐりコロコロ（米子市淀江町巡回バス）
- 安来市広域生活バス（イエローバス）

「わいわいパス」、「米子だんだんバス 1日乗車券」、「米子鬼太郎空港- 米子駅連絡バス乗車券」はデジタル乗車券の販売も開始しており、「RYDE PASS」アプリで購入可能となっている。

#### 高速バス
| 愛称名                           | 運行会社                                                       | 運行区間                                          | 昼/夜行   |
| -------------------------------- | -------------------------------------------------------------- | ------------------------------------------------- | --------- |
| WILLER EXPRESS                   | ベイラインエクスプレス                                         | 東京（バスタ新宿） - 米子市                       | 夜行      |
| オリオンバス                     | オー・ティー・ビー                                             | 東京（バスタ新宿） - 米子市                       | 夜行      |
| 出雲・松江・米子ドリーム名古屋号 | 中国JRバス                                                     | 名古屋市 - 米子市                                 | 夜行      |
| 米子エクスプレス京都号           | 日本交通 京阪バス                                              | 京都市・大山崎町・高槻市 - 米子市                 | 昼行      |
| 山陰特急バス                     | 日本交通                                                       | 大阪市・神戸市・大阪空港・宝塚市・西宮市 - 米子市 | 昼行 夜行 |
| ももたろうエクスプレス号         | 日ノ丸自動車 一畑バス 両備ホールディングス 中鉄バス 中国JRバス | 岡山市 - 米子市                                   | 昼行      |
| メリーバード号                   | 日本交通 日ノ丸自動車 広島電鉄                                 | 広島市 - 米子市                                   | 昼行      |

※米子市内の停車地はすべて米子駅前（ただし路線により停留所の位置は異なる）。山陰特急バスのみ米子営業所でも乗降可。

### タクシー
- 皆生タクシー
- 青空ハイヤー(元:山陰交通)
- 大山交通
- 日本交通
- 日ノ丸ハイヤー
- 米子第一交通
- 青空交通

### 道路

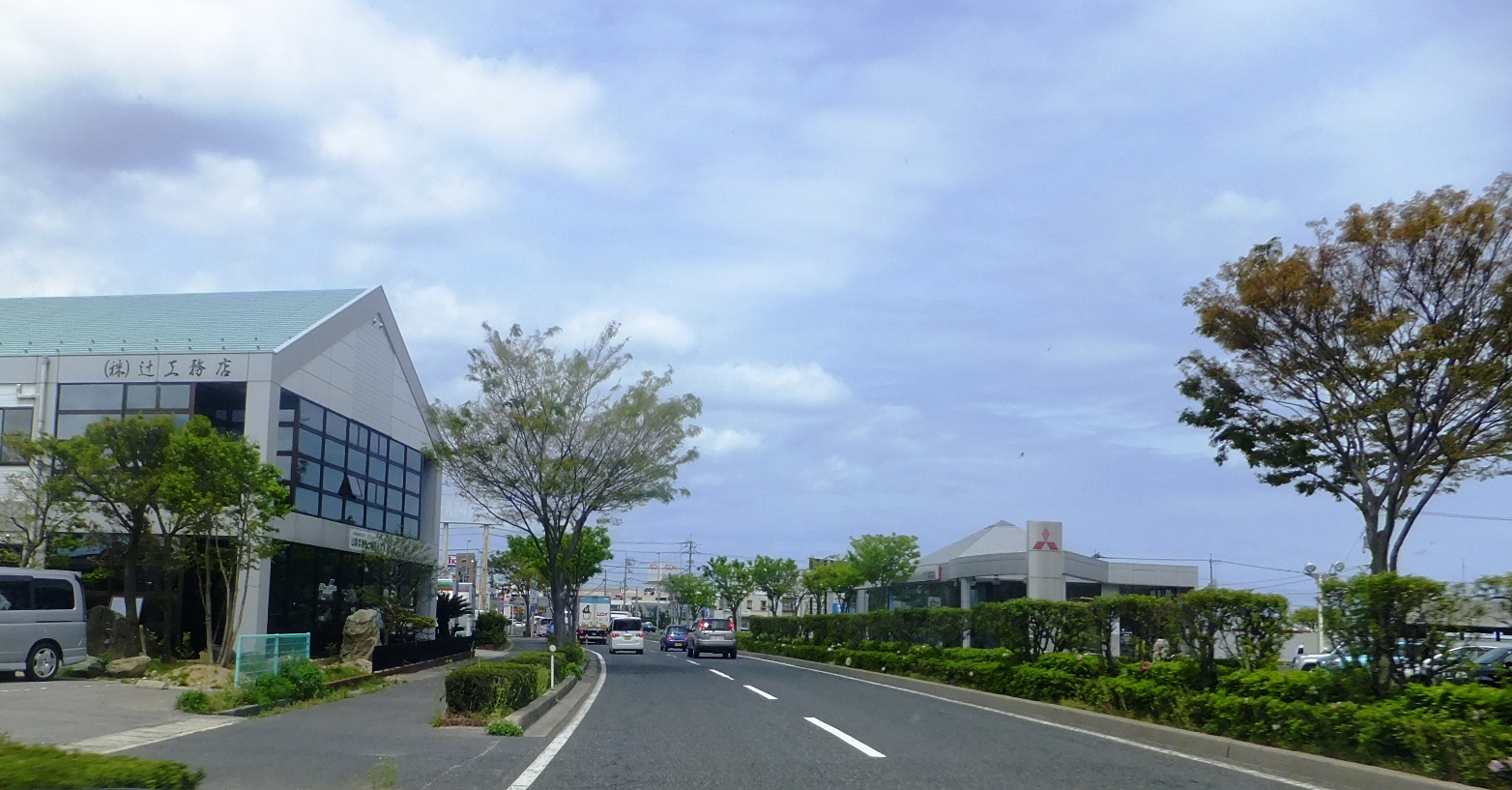
市内の南北を縦断する国道431号
二本木で撮影

#### 高速道路
- 米子自動車道（米子IC、米子JCT）
- 山陰自動車道（米子東IC、米子JCT、日野川東IC、米子南IC、米子中IC、米子西IC）
  - 米子道路

#### 国道
- 国道9号
- 国道180号
- 国道181号
- 国道183号
- 国道431号（外浜産業道路）
- 国道482号

#### 県道
主要地方道
- 鳥取県道24号米子大山線
- 鳥取県道28号米子停車場線
- 鳥取県道47号米子境港線（内浜産業道路）
- 鳥取県道53号淀江岸本線

一般県道
- 鳥取県道101号米子伯太線
- 鳥取県道102号米子広瀬線
- 鳥取県道157号米子港線
- 鳥取県道159号米子丸山線
- 鳥取県道160号福頼市山伯耆大山停車場線
- 鳥取県道178号大篠津停車場線
- 鳥取県道206号皆生車尾線
- 鳥取県道207号皆生西原線
- 鳥取県道208号東福原樋口線
- 鳥取県道220号弓ヶ浜停車場線
- 鳥取県道242号大山淀江インター線
- 鳥取県道244号境車尾線
- 鳥取県道245号両三柳後藤停車場線
- 鳥取県道252号尾高淀江線
- 鳥取県道253号岩屋谷米子線
- 鳥取県道262号日吉津伯耆大山停車場線
- 鳥取県道299号赤松淀江線
- 鳥取県道300号米子環状線
- 鳥取県道316号米子岸本線
- 鳥取県道317号両三柳西福原線
- 鳥取県道329号淀江琴浦線

### 航路

#### 港湾
- 米子港
- 淀江漁港

## 情報通信

### 電話番号
市外局番は、0859（市内局番は22 - 63）となっている。
- 0859（20 - 99）エリア
  - 米子市・境港市・日吉津村・大山町（中山地区を除く）・南部町・伯耆町・日南町・日野町・江府町

### 郵便番号
米子市・日吉津村・南部町・伯耆町の1市2町1村全域の郵便物の集配は、米子郵便局が行う。
- 683-00xx、683-08xx、683-85xx、683-86xx、683-87xx、683-01xx、689-35xx、689-34xx、683-03xx、683-02xx、689-41xx、689-42xx

## イメージキャラクター
- 2005年3月31日に、米子市と淀江町が合併し、「米子市」の名はそのままに新しい市が誕生した。これを機に、イメージキャラクター（自治体のマスコットキャラクターを参照。）を募集した。2006年2月28日、審査のうえ、決定したのが「ヨネギーズ」である[17]。
- 米子市特産のシロネギをモチーフに、Yonagoの頭文字「Y」をデザインした、「ネギ太」と「ネギ子」。淀江町出身のドングリ「柏木さん」と仲良し。「ネギ太」と「ネギ子」の2人は夫婦であるという設定になっており、2人あわせて「ヨネギーズ」と呼ばれる。
- 市の広報誌やホームページなどに登場するとともに、さまざまなキャラクターグッズも製造・販売され、市のイベントには着ぐるみが登場する。「ネギ太」はTwitterおよびFacebook上に公式アカウントも開設しており、「柏木さん」のTwitterも開設されている。
- 2010年8月に「初音ミク」の派生キャラクターである「はちゅねミク」とのコラボレーション企画が行われた。詳細は「はちゅねミクの日常 ろいぱら!」を参照。
- ネギマン

## 観光

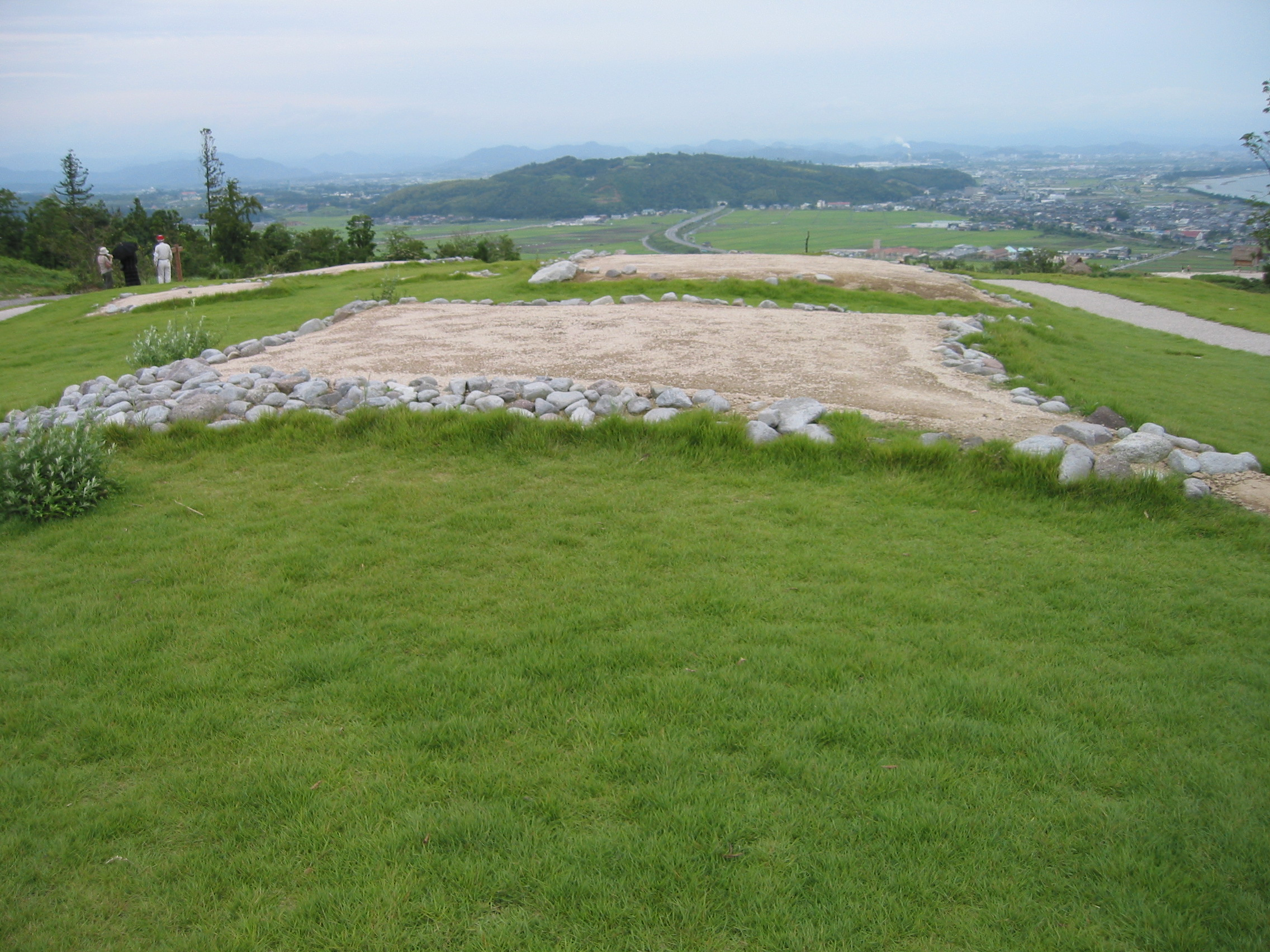
妻木晩田遺跡（国史跡）

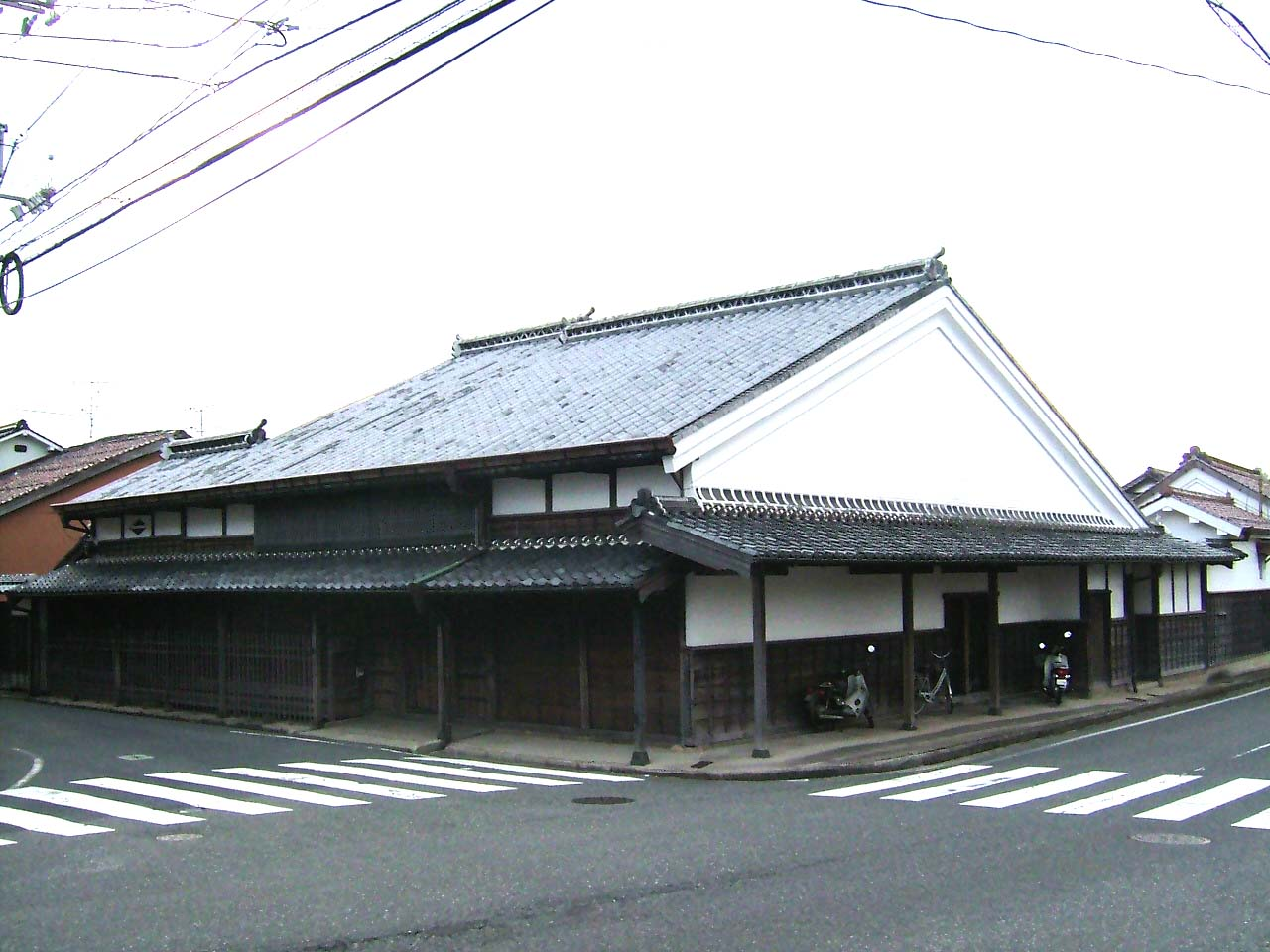
後藤家住宅（重要文化財）

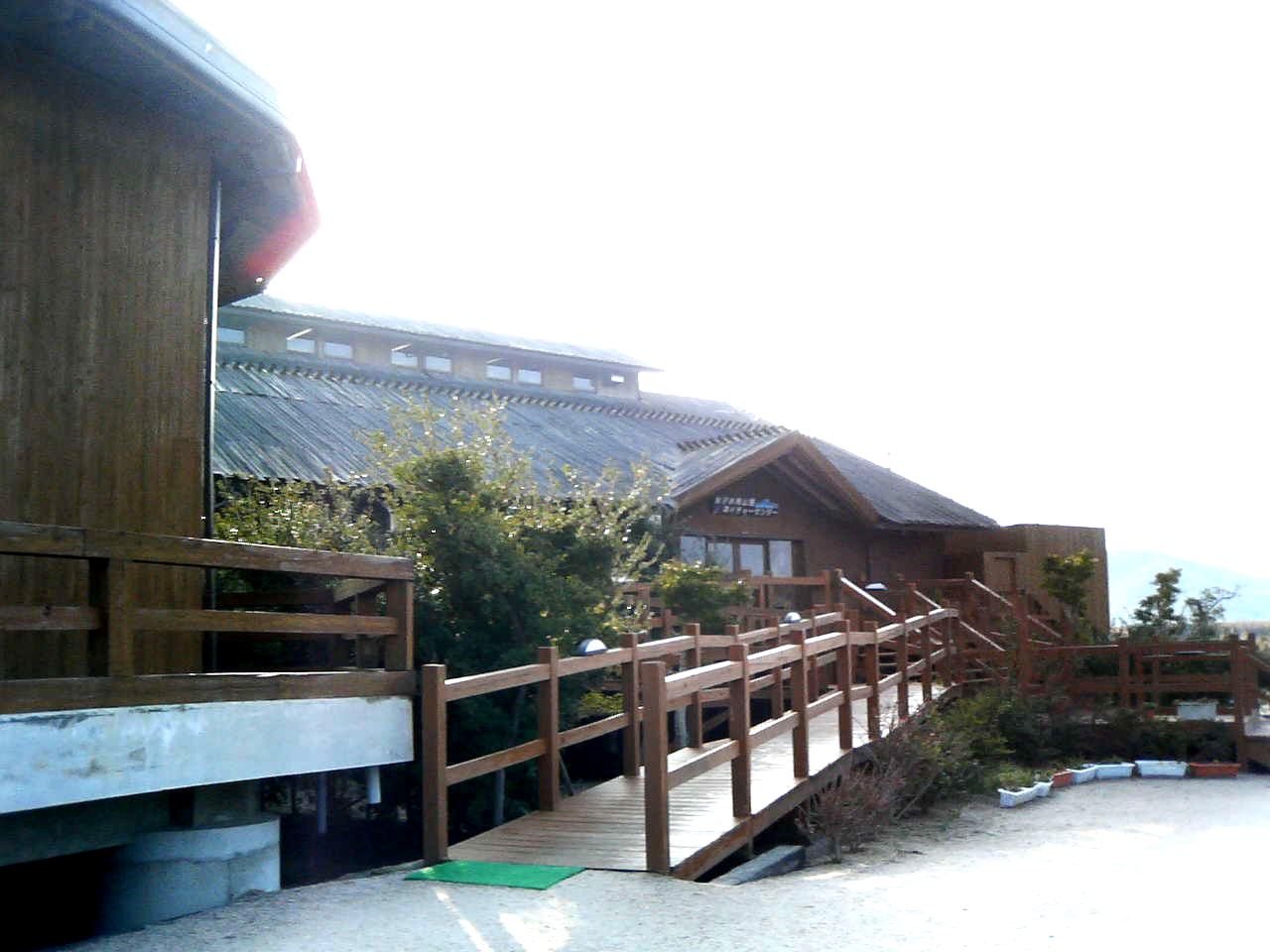
米子水鳥公園

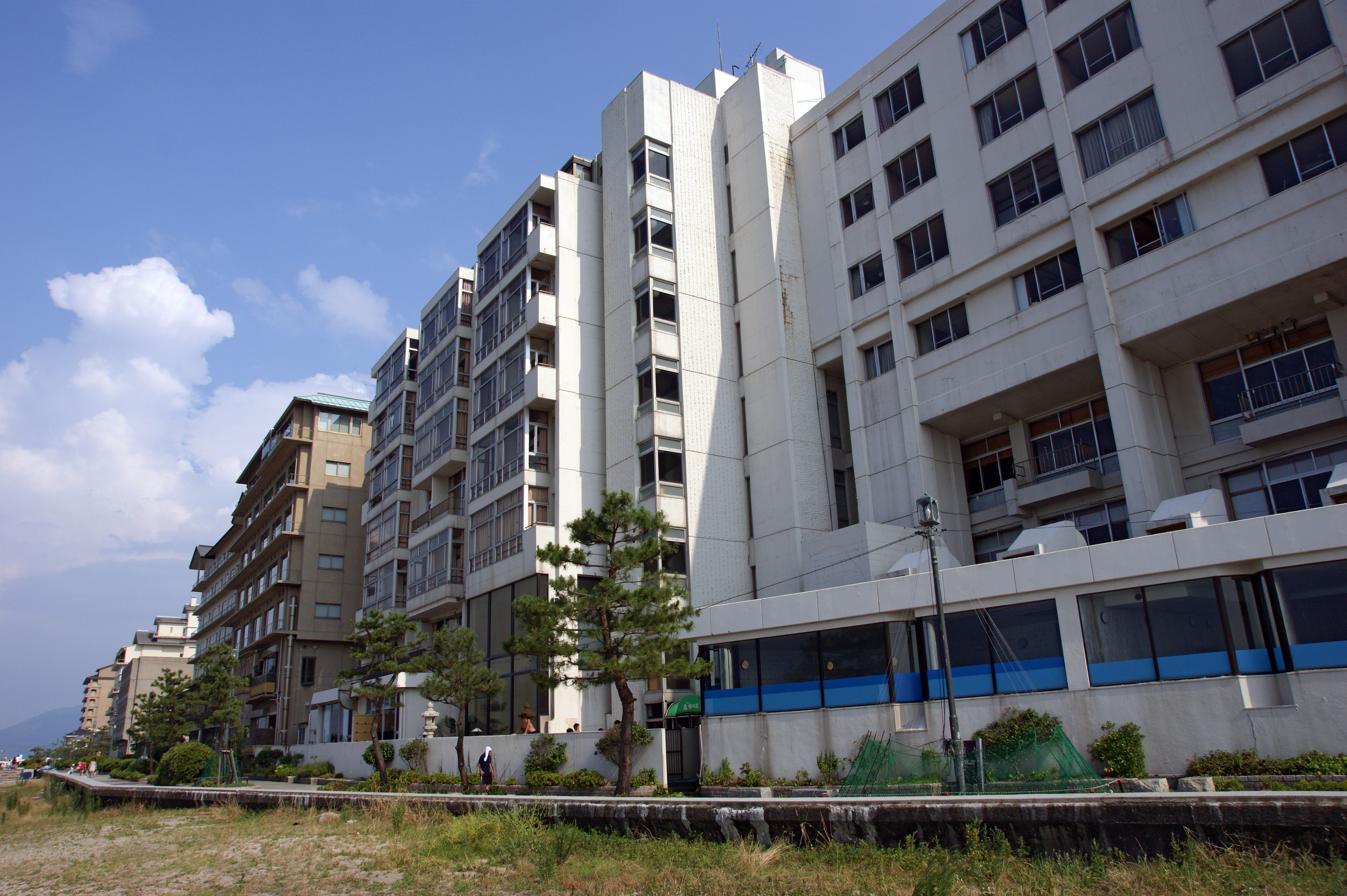
皆生温泉

### 名所・旧跡
史跡
- 史跡妻木晩田遺跡[18]
- 史跡福市遺跡[19]：大規模の弥生集落
- 史跡青木遺跡
- 史跡向山古墳群
- 史跡上淀廃寺跡[20]：古代の寺院跡
- 史跡米子城跡[21]
- 史跡鳥取藩台場跡（淀江台場跡）
- 尾高城跡[22]：市の史跡
- 小浪城跡

旧家
- 後藤家住宅[23]：主屋、一番蔵、二番蔵の3棟は国の重要文化財
- 深田氏庭園[24]：江戸時代初期の鶴亀配置の庭園
- 高田家住宅：県指定文化財

| 神社 - 賀茂神社天満宮 - 勝田神社 - 宗形神社 - 蝉丸神社：蝉丸を祀っている - 富益神社 - 粟嶋神社 - 和田御崎神社 - 大神山神社 - 諏訪神社 - 日吉神社 | 寺院 - 安養寺：後醍醐天皇の皇女瓊子内親王の陵墓がある - 感應寺：中村一忠の墓がある - 妙興寺：横田村詮の墓がある - 了春寺：荒尾家一族の墓がある - 法城寺：生田春月の墓碑や西田税の墓がある - 総泉寺 - 涼善寺：児島高徳の顕彰碑がある - 円福寺：上新印の金の鶏石がある - 瑞仙寺：赤穂浪士と言い伝えの墓石がある |

### 観光スポット
名水
- 天の真名井
- 本宮の泉
- よなごの水

公園
- 東山公園 - 米子市民球場、米子市営東山陸上競技場、東山球技場、東山市民体育館、東山ソフトボール場、東山水泳場、東山テニスコート、東山弓道場
- 湊山公園 - 錦公園（きんこうえん）、児童文化センター、野外ステージ、漕艇場、米子市営湊山球場、テニスコート
- 福市公園 - 福市遺跡公園
- 弓ヶ浜公園 - 弓ヶ浜わくわくランド（2006年閉園）
- 皆生海浜公園
- 米子水鳥公園
- 大神山神社菖蒲園
- 伯耆古代の丘公園

温泉
- 皆生温泉[42]
- 白鳳の里・淀江ゆめ温泉

その他
- 寺町通り[43]
- 淀江どんぐり村[44]
- 旧加茂川と土蔵[45]
- 加茂川・中海遊覧[46]
- 地蔵ウォーク[47]
- 彫刻ロード[48]
- 弓ヶ浜展望台
- 白砂青松の弓ヶ浜サイクリングコース

## 文化・名物

### 祭事・催事
- 米子市正月マラソン
- 米子桜まつり
- 桜ウォーク
- 米子つつじまつり
- 日吉神社神幸神事
- 勝田神社祭（春・秋）
- 24時間リレーマラソン
- 戸板市・日曜朝市・土曜市
- 皆生温泉海水浴場海開き
- 米子市民レガッタ
- 全日本トライアスロン皆生大会
- 米子がいな祭
- ビーチフェスティバルin皆生
- 米子盆踊り
- 淀江盆おどり花火大会
- 加茂川まつり
- サイクルカーニバルinYODOE
- 大助・花子の健康ウォーキング大会
- 城山フェスティバル

### スポーツ

#### 野球
- ホワイトエンジェルス（女子軟式野球）

#### サッカー
- ガイナーレ鳥取 - 日本プロサッカーリーグ（Jリーグ）
やまつみスポーツクラブ（ガイナーレをサッカー部として一時期受け入れていたが、現在トップチームは独立・株式会社法人化。2011年からアマチュアチームであるSC鳥取ドリームスの運営を開始）

上記の他、かつて米子コスモス（女子サッカー）や王子製紙米子硬式野球部（野球）、米子鉄道管理局（野球）などが存在したが、いずれも廃部となった。

### 地域の特徴的な食べ物
- いただき
大きな油揚げにお米や野菜を詰め、だし汁で炊き上げた郷土料理。市内スーパーなどでも販売されている。
- 茶碗蒸し
この地域の茶わん蒸しは春雨が入っているのが特徴。一説によれば、卵が高価だった時代にかさましのために春雨を入れたことがきっかけとされる。市内スーパーなどでも販売されている。
- 牛骨ラーメン

## 米子を舞台とした作品
映画
- 『八岐之大蛇の逆襲』（1984年）：DAICON FILM（後の映像制作会社（株）ガイナックスの母体となった自主制作集団）によって製作されたアマチュア映画。
  - 米子市が舞台となっており、市内でのロケが行われている他、ミニチュアによる特撮により1983〜1984年当時の米子市内各所が再現されている。
- 『銀色の雨』(2009年10月31日山陰地区先行ロードショー、11月全国公開)：浅田次郎の原作による短篇小説を映画化。

テレビドラマ
- 『俺たちの旅』シリーズ:中村雅俊主演のテレビドラマシリーズ。主要登場人物の一人が米子市の出身という設定になっており、米子市も舞台の一つとして登場する。1975年10月より1976年10月まで放映された後、1985年、1995年、2003年にスペシャル版として全3作の続編が製作されている。
  - 『俺たちの旅 十年目の再会』（1985年9月4日放映）
  - 『俺たちの旅 二十年目の選択』（1995年9月1日放映）
  - 『俺たちの旅 30年SP 三十年目の運命』（2003年12月16日放映）

漫画
- ガクラン放浪記（弘兼憲史） - 米子東高校を中心とする米子市
- 人間交差点（作・矢島正雄、画・弘兼憲史） - 同上
- ハロー張りネズミ（弘兼憲史） - 同上
- ヒマチの嬢王（茅原クレセ）- 朝日町のキャバクラが舞台となっている。

## 出身関連著名人
五十音順
| 出身著名人 政治家 大臣・国会議員 赤沢正道 ：元自治大臣、孫は 赤沢亮正 足鹿覚 ：衆議院議員、参議院議員、 全日本農民組合連合会 長 稲田藤治郎 ：元衆議院議員 武部文 ：元衆議院議員 手島栄 ：元郵政大臣 野坂茂三郎 ：元衆議院議員 浜田和幸 ：元参議院議員、 国際政治経済学 深田武雄 ：貴族院多額納税者議員、元鳥取県議会議員 三好英之 ：元国務大臣北海道開発庁長官 矢野晋也 ：元衆議院議員 湯原俊二 ：元衆議院議員、元鳥取県議会議員 県議会議員 遠藤春彦 ：元鳥取県議会議員、初代米子町長 鹿島重好 ：元島根県会議員 長谷川万蔵 ：元鳥取県議会議員、元 富益村 長 堀安成文 ：元鳥取県議会議員 柳谷中 ：元鳥取県議会議員、父は 柳谷保一 渡辺駛水 ：鳥取県議会議員、元米子町長 市町村長 大塚誠太郎 ：元米子町長 河合弘道 ：元米子市長 杵村源次郎 ：元米子町長 斎藤干城 ：元米子市長 住田善平 ：元米子町長、町会議員等 西尾常彦 ：米子市初代市長 野坂寛治 ：元米子市長 野坂康夫 ：米子市長、祖父は 野坂康久 福嶋浩彦 ：元 千葉県 我孫子市 長、元 消費者庁 長官 森磯吉 ：元 夜見村 長 市町村議員 板見恒松 ：元米子町会議員 大谷虎三 ：元米子市議会議員 茅野恒治 ：元米子市議会議員 住田寅次郎 ：元米子町会議員 野坂康久 ：元米子市議会議員、孫は 野坂康夫 官僚 久埜茂 ：元逓信省郵務局長 山岡一男 ：元国土事務次官、顧問 法曹 石田哲一 （裁判官）：日本で最初の プライバシー 侵害裁判（被告 三島由紀夫 ）の裁判長だった 大脇熊雄 （弁護士） 大脇英夫 （弁護士、検事） 雑賀愛造 （弁護士） 杉山一穂 （司法書士）： 杉山事務所 の代表司法書士 高林克巳 （裁判官） 西村卯 （弁護士、検事） 軍人 鹿野澄 （陸軍主計中将） 杵村久蔵 （陸軍少将） 西田税 ： 二・二六事件 の陰の首謀者として、 北一輝 とともに刑死した 松本象二郎 （海軍少将） 八原博通 （陸軍大佐）：沖縄守備軍高級参謀 山岡豊一 （海軍中将） 山形政二 （海軍少将） 実業家 青砥順 ：元 米子信用金庫 会長、父は元 米子信用金庫 会長 青砥喜三郎 、兄は元 山陰放送 社長 青砥昇 板倉乾 ：元 鳥取缶詰 会長 板倉周二 ：元鳥取缶詰会長 稲田元長 ：元 稲田本店 代表社員 稲田秀太郎 ：元稲田本店代表社員 内田保秀 ：元 米吾 代表取締役、米子市議会議員 織田収 ：元 山陰放送 相談役、鳥取県議会議員 加藤章 ：元加藤商事会長 加藤功 加藤威 門脇源太郎 ： 山陰日日新聞社 常務取締役 茅野治郎八 ：米子市有数の海産物問屋 木村吉兵衛 ： 呉服 太物 商、 大地主 京極杜藻 ：元 京極運輸商事 会長 久埜昇 ：元 三菱製鋼 顧問 後藤市右衛門 ：内町の 後藤家 当主（13代） 坂口吉平 ： 山陰放送 代表取締役社長 坂口平兵衛 (初代) 坂口平兵衛 (2代) ： 坂口合名会社 ・代表社員会長、米子商工会議所名誉会頭、衆議院議員 坂口豊蔵 ：米子信用組合（現 米子信用金庫 ）初代組合長 坂口平兵衛 (3代) ： 坂口合名会社 、代表社員会長、米子商工会議所会頭 坂口平兵衛 (4代) ：坂口合名会社・代表社員社長、米子商工会議所会頭 坂口允彦 ：元山陰石油代表取締役社長 高田繁太郎 ： 福万 の高田家当主（11代） 田村純一 ：元久米桜酒造会長 田村健治 ：元久米桜酒造会長 永瀬正治 ： 永瀬石油 社長、米子商工会議所会頭、父は 永瀬義春 名島嘉吉郎 ：元 中国興業銀行 頭取 、 大地主 名島弘三 ：元名島代表社員 野坂康二 ：ゼオライト工業社長、米子製鋼所、日本信号各取締役、鉄道省嘱託、大阪鉄道学校理事長、元米子市長 野坂寛治 の叔父 土井正三郎 ：元 三井信託銀行 社長 樋口公啓 ：元 日本経団連 副会長 吹野博志 ：元 デルコンピュータ 会長 三好基之 ：父は 三好英之 村上一平 ：博愛病院理事長 本池喜八 ：本池運送店創業 森治樹 ：元 資生堂 社長 教育者・学者 板見甲子夫 ：元米子市教育長 板見智 （医学者） 入江啓四郎 （国際法学者・ジャーナリスト） 岩宮恵子 （臨床心理士）： 島根大学 教授 宇沢弘文 （経済学者）： 東京大学 名誉教授 岡本成蹊 （文学者）：元 法政大学 名誉教授 亀尾英四郎 （ドイツ文学者）：東京高等学校教授 清山久吉 （工学者）：元 九州大学 名誉教授 坂口平 ：東北薬科大学教授 菅田栄治 （工学者）：国産第一号の 電子顕微鏡 の組み立てに成功 鷲見三郎 （バイオリン指導者）：世界的なヴァイオリン指導者である 田中千金 （病理学者）：元 鳥取大学 教授、 黄疸 発生に関する病理学的研究者として著名であった 友松康雄 ：元米子市教育長 父は教育者の 友松文雄 永川玲二 （英文学者） 浜田和幸 （米子市）： 国際政治経済学 ・ 未来学者 平井伸治（米子市）：在メキシコの文化人類学者、移民研究者 前田重次郎 ：元明道小学校長 松岡忠男 ：元米子市教育長 松田俊介 （文化人類学者）： 東北芸術工科大学 講師 安田光昭 ：元米子市教育長 安酸敏眞 （米子市）：文学・宗教学者、 北海学園大学 教授・同学長 山上昶 ：元日本大学教授 | - 赤沢弘毅：赤沢医院院長 - 石橋玄俊：米子・寺町の心光寺通りで開業していた医師、明治末から大正にかけて米子一の開業医といわれた小川愛蔵も玄俊に学んだ一人である - 世良田良仲：腹を切った医者 - 平岡等庵 - 古林東斎：産婦人科、梅毒の治療を得意とした - 中村徳吉：臨床外科医学会の権威 - 森納：元森医院理事長、郷土史研究家としても知られる - 赤井孝美（イラストレーター）：ガイナックス所属 - アダチケイジ（漫画家） - 生田春月（詩人） - 今井康子（歌人） - 岡本おさみ（作詞家） - 岡本喜八（映画監督） - 杵島隆（写真家） - 後藤直満（歌人）：内町の後藤家当主（6代） - 桜庭一樹（小説家）：直木賞受賞 - 汐田海平（映画プロデューサー） - 鷲見三郎（バイオリン奏者） - 高木東六（作曲家） - 錦織敦史（アニメーター） - 朴慶南（作家） - 堀田きいち（漫画家） - 前田真宏（アニメ監督）：元ガイナックス - 森秀樹（漫画家） - 森山一保（漫画家） - 山口宏（アニメ脚本家） - 吉川浩満（文筆家） - 朝花美穂（歌手） - 有本欽隆（俳優・声優） - 大黒美和子（歌手） - 奥田美和子（歌手） - 乙羽信子（女優） - KAZUMI（歌手・ラッパー）：TWICE - 和己（SCREW） - 桂三河（落語家） - 熊谷尚武（歌手）：元KUMACHI - サオリリス - 新上博巳（俳優） - DUCCI（ドラマー）：元KUMACHI - 高原宏文 （作曲家） - 立川らく人（落語家） - 友松タケホ（俳優） - 長谷川真吾（歌手） - ハセガワタカオ（歌手）：P.I.MONSTER - ハント敬士（俳優） - 平尾帆夏：日向坂46 - 藤井美音（歌手）：Chelip - 藤原聡：Official髭男dism（ミュージシャン） - MASA（歌手・ラッパー）：TWICE - 松浦匡希：Official髭男dism（ミュージシャン） - 松本茜（ジャズピアニスト） - 松本若菜（女優） - 向井登志彦：ほのまる - みずえ（ドラマー）：元つしまみれ - 山口陽世：日向坂46 - 山下怜美（歌手） - 山根千佳（タレント・女優） - ヤマネヒロマサ（芸能事務所「ザ・森東」マネージャー、元『MARSAS SOUND MACHINE』ギタリスト、元お笑いコンビ「荒波部屋」） - 山本舞香（ファッションモデル・タレント・女優） - Ryo Kinoshita（歌手）：クリスタル・レイク 野球 - 足立亘（元プロ野球選手） - 井上親一郎（元プロ野球選手） - 岩本紘一（元社会人野球選手）：元米子東高校監督 - 岡本利之（元プロ野球選手）：元米子東高校監督、第32回選抜大会準優勝） - 金本秀夫（元プロ野球選手） - 木下勇（元プロ野球選手） - 九里亜蓮（プロ野球選手） - 清水賢（元プロ野球選手） - 杉本真吾：元慶應義塾大学助監督、元米子東高校監督、甲子園のNHK野球解説者 - 角盈男（元プロ野球選手） - 土井垣武（元プロ野球選手） - 成田啓二（元プロ野球選手） - 山根俊英（元プロ野球選手）：元大洋代理監督 - 湯浅禎夫（元プロ野球選手）：初代日本シリーズ優勝監督 - 米田哲也（元プロ野球選手）：歴代2位通算350勝 サッカー - 石輪聖人（Jリーグ選手） - 岸星美（なでしこリーグ選手） - 釜田佳吾（元JFL選手） - 重成俊弥（元Jリーグ選手） - 住田貴彦（元Jリーグ選手） - 塚野真樹（元Jリーグ選手）：元ガイナーレ鳥取監督、ガイナーレ鳥取代表取締役社長 バスケットボール - 岡本飛竜（bjリーグ選手） - 問雅臣（bjリーグ選手） - 仲西翔自（bjリーグ選手） - 山本エドワード（bjリーグ選手） その他の競技 - 猪崎かずみ（女子プロボクサー） - 入江聖奈（女子アマチュアボクサー）：2020年東京オリンピック金メダリスト - 小原工（トライアスロン選手） - 柴野由佳（チアリーダー） - 武尊（K-1選手）：K-1 WORLD GP-55kg世界王者、米子市首都圏観光大使、とっとりふるさと大使、どらやき大使 - 冨田千愛（ボート）：リオデジャネイロオリンピック代表 - 平石七太夫（相撲） - 三上紗也可（飛込競技） - 雷電爲五郎（相撲）：松江藩の抱え - 安田矩明（陸上競技）：生まれは日本統治時代の台湾、小5から高3まで大篠津町に居住 - 大立廉（技術者）：元米子製鋼所長 - 大谷甚吉（商人）：近世初期の米子の特権商人、村川市兵衛とともに竹島渡海で有名 - 亀井健三（ちぎり絵作家） - 栗木尚謙（鳥取藩士）：『樵濯集』の著者 - 田中景瑩：明治期の郷土史研究の先覚者 - 福永健雄（革新系の政治運動家） - 船越作左衛門（商人、開拓者） - 村川市兵衛（商人）：近世初期の米子の特権商人、大谷甚吉とともに竹島渡海で有名 - 松本京子（北朝鮮による拉致被害者） - まつもとゆきひろ：プログラミング言語「Ruby」の作者 - 米子（tvk「saku saku」ディレクター） |

### ゆかりある人物
| 政治家・官僚・法曹・実業家 - 相澤英之（政治家、官僚）：妻・司葉子が境港市出身 - 青戸辰午（政治家、弁護士） - 赤沢亮正（政治家）：衆議院議員 祖父赤沢正道が米子市出身 - 有本松太郎（政治家、実業家）：皆生温泉発展の功労者 - 粟屋仙吉（官僚）：米子中学校卒 - 今井兼文 (初代)（実業家）：今井書店創業 - 上原準三（政治家、弁護士） - 内田健二郎（実業家）：米吾の会長 - 後藤快五郎（実業家） - 坂口二郎（実業家）：坂口平兵衛 (初代)の女婿 - 櫻内辰郎（政治家）：米子市出生 - 櫻内幸雄（政治家）：幼年期を米子市で過ごす - 田部長右衛門 (24代)（実業家） - 並河勉（実業家）：山陰酸素工業社長 - 野坂浩賢（政治家） - 森田隆朝（政治家）：元米子市長 - 松下芳三郎（官僚） - 柳谷保一（政治家）：米子市議会議員 - 米原章三（実業家） 教育者・学者・医師 - 稲賀幸（医師）：米子中学校卒 - 門脇卓爾（哲学者）：米子中学校卒 - 鈴木千代松（教育者）：米子角盤高等小学校訓導 - 下田光造（精神科医）：米子市名誉市民 - 中江藤樹（陽明学者）：少年期を米子で過ごす - 渡部卓郎（医師）：元博愛病院院長 文化人 - 井上靖（作家）：米子市にアジア博物館・井上靖記念館がある - 上田まりえ（アナウンサー）：米子東高校卒 - 木佐彩子（アナウンサー）：米子市出生、母が米子市出身 - 白井喬二（作家）：米子中学校卒 - 鷲見恵理子（ヴァイオリン奏者）：祖父鷲見三郎が米子市出身 - 曽根純恵（アナウンサー）：少女時代を米子市で過ごす - はりたつお（絵本作家）：米子市出生 - 水木しげる（漫画家）：母が米子市出身 - 碧川企救男（新聞記者）：米子角盤高等小学校卒 - 碧川道夫（映画カメラマン）：米子市生まれ - rato（イラストレーター）：米子市育ち | 芸能人 - 足立梨花（女優）：祖母が米子市出身 - イモトアヤコ（お笑い芸人）：米子西高校卒 - 岸田今日子（女優）：母が米子の村川家出身 - 岸田国士（劇作家）：妻が米子の村川家出身 - 司葉子（女優） - ネゴシックス（お笑い芸人）：米子商業高校卒 - 宮川大助（漫才師）：米子工高校卒 - みょーちゃん（お笑い芸人）：米子西高校卒 スポーツ（野球） - 大橋棣（元プロ野球選手）：元米子東高校監督 - 金刃憲人（プロ野球選手）：父が米子商業高校卒 - 嶋田哲也（元プロ野球選手、セ・リーグ審判員）：王子製紙米子出身 - 清水秀雄（元プロ野球選手）：米子中学校卒 - 角晃多（プロ野球選手）：父・角盈男が米子市出身 - 種部儀康（元プロ野球選手）：米子鉄道管理局出身 - 玉峰伸典（元プロ野球選手、巨人打撃投手）：王子製紙米子出身 - 野口裕美（元プロ野球選手）：米子東高校卒 - 松本直晃（プロ野球選手）：養和会軟式野球部（米子）出身 - 宮本洋二郎（元プロ野球選手）：米子東高校の選抜準優勝投手 - 義原武敏（元プロ野球選手）：米子東高校卒 スポーツ（サッカー） - 磯江太勢（Jリーグ選手）：米子松陰高校卒 - 大屋翼（Jリーグ選手）：米子市立義方小学校卒 - 木下桂（元Jリーグ選手）：米子工業高校卒 - 加藤潤也 (Jリーグ選手) ：米子北高校卒 - 菊池大介（Jリーグ選手）：米子市立就将小学校に一時在学 - 佐野海舟 (1.FSVマインツ05所属) ：米子北高校卒 - 佐野航大 (NECナイメヘン所属) ：米子北高校卒 - 昌子源 (Jリーグ選手) ：米子北高校卒 - 曽我大地（Jリーグ選手）：米子松蔭高校卒 - 畑中槙人（Jリーグ選手）：米子松蔭高校卒 - 服部年宏（元Jリーグ選手）：妻が米子市出身 - 中田浩二（元Jリーグ選手）：小学校4年より中学校3年まで米子市に居住、米子市立後藤ヶ丘中学校卒 - 山本大稀（Jリーグ選手）：米子北高校卒 スポーツ（柔道） - 阿部信文（柔道家） - 門脇誠一郎（柔道家） - 古曳保正（柔道家） スポーツ（ボクシング） - 赤城武幸（プロボクサー）：アマチュア時代米子東高校に教師として赴任 その他 - 瓊子内親王（後醍醐天皇の皇女）：安養寺に陵墓 - 兒島高徳（武将）：凉善寺に顕彰碑 - 加藤貞泰（大名）：米子藩主 - 中村一忠（大名）：初代米子藩主 - 横田村詮（武将）：米子藩執政家老 - 柳生宗章（剣豪）：米子藩に客将 |